# Río Guarapiche
El río Guarapiche es uno de los más importantes del Estado Monagas en Venezuela. Alimenta a la represa El Guamo localizada en el Municipio Acosta del estado Monagas. Además el Guarapiche surte de agua a gran parte de Maturín, gracias a una planta potabilizadora localizada en esa ciudad.
El nombre proviene de las palabras indígenas guara (roca, piedra) y piche (duro, añejo). Ambas palabras unidas significan piedras duras o río de las piedras.

## Ubicación geográfica
El río Guarapiche nace en el Puertas de Miraflores (también conocido como Puertas del Guarapiche), una garganta o cañón formado por dos paredes rocosas de 100 metros de altura ubicado en el macizo de Turimiquire. El Guarapiche pasa por las poblaciones de San Félix de Cantalicio, Caicara de Maturín, Jusepín, San Vicente, Maturín y La Pica. El Guarapiche desemboca en un curso de agua llamado Caño Francés, que a su vez muere en el Río San Juan.

## Fauna
Según un estudio hecho en 2010 por el núcleo Monagas de la Universidad Bolivariana de Venezuela, existen en el Guarapiche unas 138 especies de fauna: 26 especies de peces, 6 anfibios, 23 clases de reptiles, 68 aves y 15 mamíferos.

## Derrames de petróleo en el Guarapiche
El 4 de febrero de 2012, ocurrió un derrame de petróleo en el Río Guarapiche como consecuencia de la ruptura de un oleoducto del Complejo Operacional Jusepín de PDVSA. El crudo derramado llegó hasta la planta potabilizadora de agua de Maturín, ubicado en el sector Bajo Guarapiche, lo que obligó al gobierno estadal al cierre de la planta por breve tiempo. El accidente ocasionó la contaminación de la vegetación cercana al río Guarapiche, escasez de agua potable en Maturín y la suspensión temporal de actividades en varios institutos educativos por falta de agua. El 9 de febrero de 2012, el alcalde de Maturín, José Maicavares, dijo que "Maturín vive catástrofe más grande de toda su historia".
Nuevamente desde el complejo de PDVSA en Jusepin ocurrió un derrame de petróleo en el Río Guarapiche, el 6 de julio de 2018, el anuncio lo dio a conocer la gobernadora del Estado Monagas.